# Бернгард Клостеркемпер
Бернгард Клостеркемпер (нім. Bernhard Klosterkemper; 17 квітня 1897, Косфельд — 19 липня 1962, Бремен) — німецький офіцер, генерал-майор вермахту. Кавалер Лицарського хреста Залізного хреста.

## Біографія
Учасник Першої світової війни. Після демобілізації армії залишений у рейхсвері. З 6 по 10 червня 1944 року — командир 91-ї авіапольової, з 17 червня по 12 вересня 1944 року — 243-ї піхотної, з 31 жовтня 1944 по 16 квітня 1945 року — 180-ї піхотної дивізії. В кінці війни потрапив у британський полон. В 1947 році звільнений.

## Звання
- Фанен-юнкер (15 серпня 1916)
- Фенріх (27 серпня 1917)
- Лейтенант (10 лютого 1918)
- Обер-лейтенант (1 квітня 1925)
- Гауптман (1 квітня 1933)
- Майор (1 жовтня 1936)
- Оберст-лейтенант (1 квітня 1940)
- Оберст (1 квітня 1942)
- Генерал-майор (1 грудня 1944)

## Нагороди
- Залізний хрест
  - 2-го класу (14 лютого 1918)
  - 1-го класу (1 жовтня 1918)
- Нагрудний знак «За поранення» в чорному (11 травня 1918)
- Почесний хрест ветерана війни з мечами (6 листопада 1934)
- Медаль «За вислугу років у Вермахті» 4-го, 3-го і 2-го класу (18 років)
- Пам'ятна військова медаль (Угорщина) з мечами (29 грудня 1936)
- Пам'ятна військова медаль (Австрія) з мечами (15 січня 1937)
- Медаль «У пам'ять 1 жовтня 1938» із застібкою «Празький град»
- Застібка до Залізного хреста
  - 2-го класу (15 квітня 1940)
  - 1-го класу (9 червня 1940)
- Медаль «За Атлантичний вал» (22 листопада 1940)
- Штурмовий піхотний знак в сріблі
- Орден Білої троянди (Фінляндія), командорський хрест з мечами
- Лицарський хрест Залізного хреста (4 липня 1944) — як командир 920-го гренадерського полку.
- Відзначений у Вермахтберіхт (10 липня 1944)